# 喜多尚江
喜多尚江（11月6日—），日本漫畫家。大阪府出身。
- 1987年，獲得白泉社雅典娜新人大賞的新人賞。
- 1988年，於白泉社別冊花與夢出道。

## 作品
- 真夏之國、3冊腰斬（最終回，未收錄）、原名、日本後來有出全2冊的完全版[2]
- 空之帝國、全7冊、原名《空の帝国（日语：空の帝国）》
- 銀鬼傳說、全5冊、原名《銀のトゲ（日语：銀のトゲ）》
- 地球之王、全1冊、原名《地球の王様（日语：地球の王様）》
- 流星狼少女、全1冊、原名《願いごとは三回（日语：願いごとは三回）》
- 魔都幻想曲、全1冊、原名
- 鋼琴戀人、全2冊、原名《ピアノの恋人（日语：ピアノの恋人）》
- 原名《綺麗展覧会（日语：綺麗展覧会）》
- 四神退魔、全2冊、原名《ぐるり（日语：ぐるり）》
- 我的爸爸18歲、全2冊、原名《パパゴト（日语：パパゴト）》
- 王的評分員、全2冊、原名《KING MARKER ―王の採点係―（日语：KING MARKER ―王の採点係―）》
- 宇宙少年、全1冊、原名
- 相思黑名單、全1冊、原名
- 草莓情人夢、全1冊、原名
- 新宇宙、全1冊、原名
- 綠色精靈、全1冊、原名

## 外部連結
- （日語）http://www002.upp.so-net.ne.jp/kita/（页面存档备份，存于）（公式網站）

單行本出版紀錄：日本（页面存档备份，存于） - 台灣（页面存档备份，存于）